# Mytiléna
Mytiléna (řecky Μυτιλήνη, Mytilini) je největším městem řeckého ostrova Lesbos a také hlavním městem stejnojmenné obce a regionální jednotky. Nachází se na jihovýchodním pobřeží ostrova. V obci žije 37 890 obyvatel a ve vlastním městě 27 871 obyvatel. Několik kilometrů od města se nachází mezinárodní letiště. Ve městě se nachází jediná placená pláž na celém ostrově.

## Členění obecní jednotky
Obecní jednotka Mytiléna od roku 2011 zahrnuje 9 komunit. V závorkách je uveden počet obyvatel komunit a sídel.
- Komunita Afalonas (482) zahrnuje vesnici Afalonas (482).
- Komunita Agia Marina (746) zahrnuje vesnice Agia Marina (522), Agia Paraskevi (137) a Agrilia Kratigou (87).
- Komunita Alyfanta (646) zahrnuje vesnice Alyfanta (360), Kedro (89), Outza (36) a Pyrgi (161).
- Komunita Loutra (1420) zahrnuje vesnice Ano Charamida (41), Loutra (1085), Skala Loutron (259) a Charamida (35).
- Komunita Moria (1450) zahrnuje vesnice Achlia (118), Larisos (168), Marmaro (0) a Moria (1164).
- Komunita Mytiléna (29656) zahrnuje město Mytiléna (27871) a vesnice Varia (1133), Neapoli (422) a Pligoni (230).
- Komunita Pamfila (1477) zahrnuje vesnice Pamfila (1413), Niselia (33) a Paralia (31).
- Komunita Panagiouda (906) zahrnuje vesnici Afalonas (906).
- Komunita Taxiarches (1107) zahrnuje vesnici Afalonas (1107).